# Andrea Wagner (Politikerin, 1975)
Andrea Wagner (* 29. August 1975 in Zwettl) ist eine österreichische Politikerin der ÖVP. Von März 2018 bis Dezember 2019 war sie vom Landtag von Niederösterreich entsandtes Mitglied des Bundesrates.

## Leben
Andrea Wagner besuchte nach der Volks- und Hauptschule in Rappottenstein die Höhere Lehranstalt für wirtschaftliche Berufe in Zwettl, wo sie 1994 maturierte. Anschließend war sie bis 1995 Erzieherin am Kinderheim Edelhof. Seit 1999 ist sie Landwirtin. 2010 absolvierte sie die landwirtschaftliche Facharbeiterausbildung an der Fachschule Edelhof in Zwettl.
Sie ist Bezirksbauernratsobmann-Stellvertreterin im Teilbezirk Groß Gerungs und Mitglied des Landesbauernrates Niederösterreich. Nach der Landtagswahl in Niederösterreich 2018 ist sie seit 22. März 2018 vom Landtag von Niederösterreich entsandtes Mitglied des Bundesrates, wo sie stellvertretende Ausschussvorsitzende des Umweltausschusses ist und dem Ausschuss für Arbeit, Soziales und Konsumentenschutz, dem Ausschuss für Familie und Jugend, dem Ausschuss für BürgerInnenrechte und Petitionen, dem Ausschuss für Innovation, Technologie und Zukunft und dem Ausschuss für Land-, Forst- und Wasserwirtschaft angehört und dem Unvereinbarkeitsausschuss angehörte.
Im Oktober 2019 wurde sie neben Präsident Johannes Schmuckenschlager und Lorenz Mayr als Spitzenkandidatin für die Landwirtschaftskammerwahl in Niederösterreich 2020 präsentiert. Mayr und Wagner folgten nach der Wahl den bisherigen Vizepräsidenten Theresia Meier und Otto Auer nach. Im Dezember 2019 wechselte Auer anstelle von Wagner in den Bundesrat. Ende April 2020 wurde sie zur Vizepräsidentin der Landwirtschaftskammerwahl  Niederösterreich gewählt.
Im Jänner 2020 wurde sie zur Stellvertreterin von Landesbäuerin Irene Neumann-Hartberger gewählt. Wagner ist Mitglied des erweiterten Vorstands des Regionalverbandes Waldviertel. Unter Präsident Paul Nemecek wurde sie im November 2021 eine der Vizepräsidentinnen des vom damaligen Agrar-Landesrat Erwin Pröll gegründeten Club Niederösterreich, einer Denkfabrik und Interessensgemeinschaft für den ländlichen Raum.